# Spanish Lake (Missouri)
Spanish Lake – jednostka osadnicza w Stanach Zjednoczonych, w stanie Missouri, w hrabstwie St. Louis.